# Mountbellew
Mountbellew är en ort i republiken Irland. Den ligger i den centrala delen av landet, 150 km väster om huvudstaden Dublin. Mountbellew ligger 63 meter över havet och antalet invånare är 784.
Terrängen runt Mountbellew är platt. Runt Mountbellew är det glesbefolkat, med 20 invånare per kvadratkilometer. Mountbellew är det största samhället i trakten. Trakten runt Mountbellew består i huvudsak av gräsmarker.